# 脂質過酸化反応

脂質過酸化反応のメカニズム.

脂質過酸化反応（ししつかさんかはんのう、英: Lipid peroxidation）とは、脂質の酸化的分解反応のことを言う。フリーラジカルが細胞膜中の脂質から電子を奪い、結果として細胞に損傷を与える過程のことを言う。この過程は、フリーラジカルの連鎖反応のメカニズムによって進行する。脂質過酸化反応は、通常、多価不飽和脂肪酸にしばしば影響を与える。それは、多価不飽和脂肪酸は特に反応性の高い水素を有するメチレン基に挟まれた複数の二重結合を有しているためである。他のラジカル反応と同様に、脂質過酸化反応は、開始、進行、停止の3つの主要な反応で構成される。

## 開始反応
開始反応は、脂肪酸ラジカルが生成されることによる反応である。生体細胞での開始剤は、ほとんどの場合が、水素原子と結びついて水と脂肪酸ラジカルを生成するOH･（ヒドロキシルラジカル）やHO2（ヒドロキシペルオキシル）のような悪名高い活性酸素である。

## 進行反応
脂肪酸ラジカルはそれほど安定した分子ではなく、酸素分子と容易に反応し、それゆえ過酸化脂肪酸ラジカルを形成する。新たに生成したラジカルも不安定であるため、他の脂肪酸と反応して新たな脂肪酸ラジカルと過酸化脂質や自己反応する場合には環状過酸化物を生成する。新たな脂肪酸ラジカルが同様に反応することによってこのサイクルは進行し続ける。

## 停止反応
ラジカルが非ラジカルと反応する場合、ラジカルは別のラジカルを生成し続けることになる。これが、このプロセスが「連鎖反応メカニズム」と言われるものである。ラジカル反応は、2つのラジカルが反応して非ラジカル化合物を生成する場合に停止する。これは、2つのラジカルが高い確率で衝突するに十分にラジカル化合物の濃度が高い場合に発生する。生体機構は、フリーラジカルを捕獲することによって速やかにラジカル反応を停止させ、それゆえ細胞膜を保護し得る様々な抗酸化物質を生み出してきている。スーパーオキシドディスムターゼ（SOD)、カタラーゼ、ペルオキシダーゼを含んだその他の抗酸化物質が生体内で作られている。
ビタミンEは、脂質過酸化反応によって生じたフリーラジカルを消失させることにより自らがビタミンEラジカルとなり、フリーラジカルによる脂質の連鎖的酸化を阻止する。発生したビタミンEラジカルは、ビタミンCなどの抗酸化物質によりビタミンEに再生される。

## 有害性
もし停止反応が十分に早くない場合、脂質で主に構成されている細胞膜に障害が生じることになる。光療法は、このメカニズムにより赤血球の細胞膜を破壊させることにより溶血を起こさせるものである。
さらに、脂質過酸化反応の最終生成物は、変異原性及び発癌性を有することがある。例えば、最終生成物であるマロンジアルデヒドは、DNA中のデオキシアデノシンやデオキシグアノシンと反応して主にM1GのようなDNA付加物を生成する。
動物に対しての過酸化脂質の有害性として、ノックアウトマウスにおけるGPX4（リン脂質-ヒドロペルオキシドグルタチオンペルオキシダーゼ）の欠損の致死性が代表例として掲げられる。これらの動物は、胚として8日目以上に生き延びることができない。このことは、哺乳類においては過酸化脂質の除去は絶対に必要不可欠のものであることを示している。

## 検査
特にマロンジアルデヒドのような過酸化脂質反応の最終生成物（ALEs）の定量化の診断検査が利用することができる。最も一般的に利用されている検査はTBARS検査（チオバルビツール酸反応性物質検査）である。チオバルビツール酸は、マロンジアルデヒドと反応して蛍光物質を生成する。しかしながら、マロンジアルデヒドの生成源は他にも存在するので完全に過酸化脂質に限定している検査ではない。